# Meister der Barbe de Preux

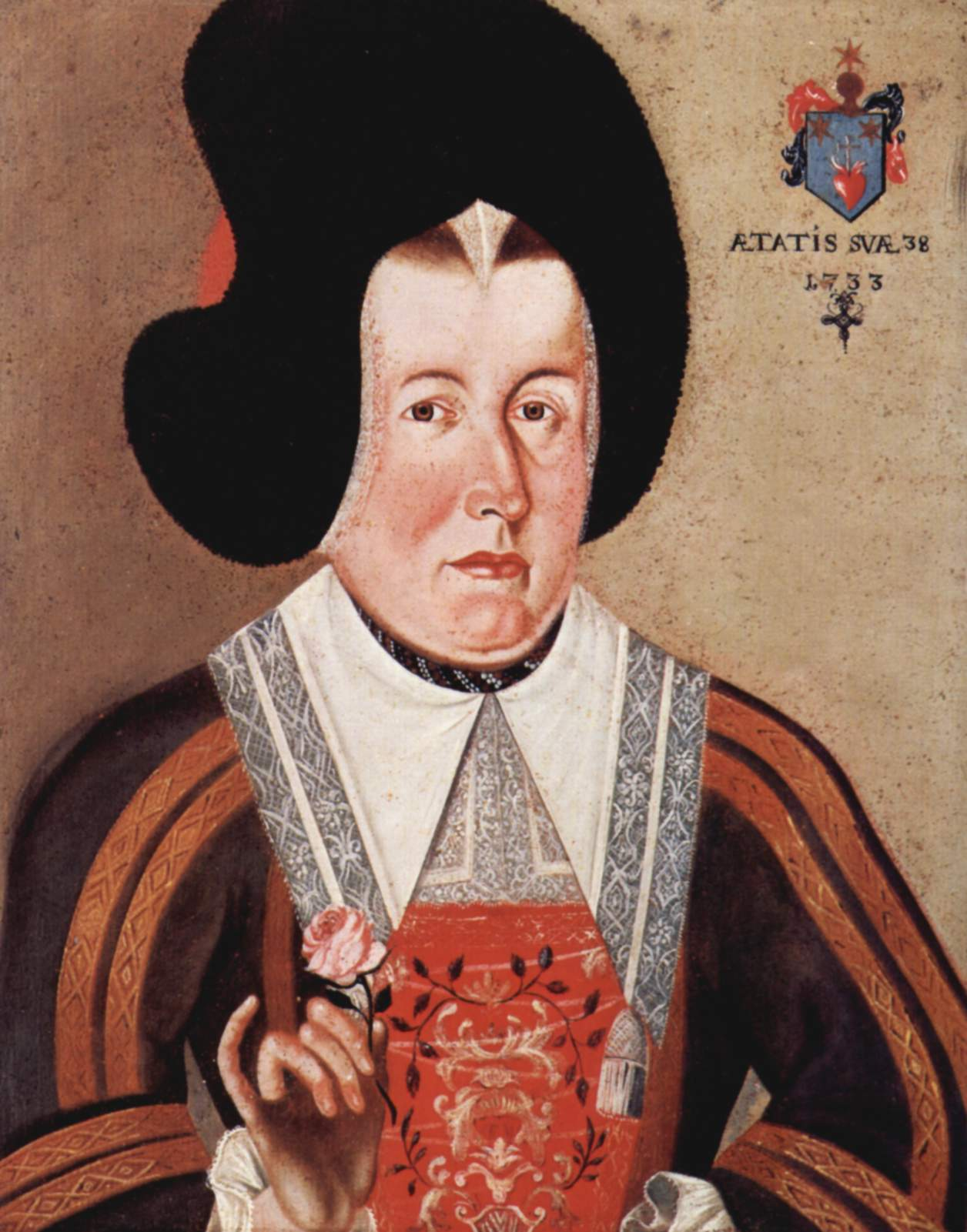
Meister der Barbe de Preux: Porträt der Barbe de Preux, 1733, Schloss Anchettes (Schweiz)

Mit Meister der Barbe de Preux wird ein namentlich nicht bekannter Schweizer Maler bezeichnet, der 1733 ein Porträt der Adeligen Barbe de Preux gemalt hat. Stil und Arbeitsweise des Malers stehen der Volkskunst nahe.

## Werke (Auswahl)
- Porträt der Barbe de Preux, 1733. Sammlung Léon de Preux, Schloss von Anchettes in Venthône

| Personendaten    | Personendaten                        |
| ---------------- | ------------------------------------ |
| NAME             | Meister der Barbe de Preux           |
| KURZBESCHREIBUNG | Schweizer Maler                      |
| GEBURTSDATUM     | 17. Jahrhundert oder 18. Jahrhundert |
| STERBEDATUM      | 18. Jahrhundert                      |